# Edith Mathis
Pour les articles homonymes, voir Mathis.
Edith Mathis est une soprano suisse, née le 11 février 1938 à Lucerne et morte le 9 février 2025 à Salzbourg (Autriche).

## Biographie

### Origines et formation
Edith Mathis naît le 11 février 1938 à Lucerne, en Suisse,,. 
Elle étudie le chant au conservatoire de sa ville natale puis à Zurich avec Élisabeth Bossart avant de faire ses débuts sur scène au Théâtre municipal de Lucerne en 1956,. 

### Parcours artistique
En 1959, Edith Mathis est engagée à l'Opéra de Cologne. 
Elle se produit au Festival de Salzbourg à partir de 1960 et chante en 1962 au Festival de Glyndebourne, ainsi qu'à l'Opéra de Hambourg et à l'Opéra de Munich, où elle se distinguera dans le rôle de Mélisande dans Pelléas et Mélisande de Claude Debussy (mise en scène de Jean-Pierre Ponnelle). 
À partir de 1963, Mathis est membre de la troupe du Deutsche Oper Berlin, où elle est repérée par Karl Böhm,. 
En 1970, elle fait ses débuts au Metropolitan Opera de New York (Pamina dans La Flûte enchantée) et à Covent Garden à Londres (Suzanne dans Les Noces de Figaro),.  
En 1979, elle est reçue Kammersängerin à l'Opéra de Munich,. 
Comme interprète, Edith Mathis est une soprano à la voix légère très demandée (Chérubin dans Les Noces de Figaro, Marcelline dans Fidelio, Annette dans Le Freischütz, Sophie dans Le Chevalier à la rose). Mais elle est aussi une interprète des cantates de Bach, qu'elle enregistre notamment avec Karl Richter. Elle a par ailleurs enregistré de nombreux disques de musique classique : lieder, musique religieuse et opéras. 
Comme pédagogue, Mathis enseigne l'interprétation de lieder et d'oratorios à l'Académie de musique et des arts du spectacle de Vienne, entre 1992 et 2006, et dispense des cours occasionnels dans le monde entier,. 
En 2018, à l'occasion de son 80e anniversaire, Deutsche Grammophon publie un coffret de sept disques en son honneur, The Art of Edith Mathis.
Elle meurt le 9 février 2025 à Salzbourg, en Autriche,.

### Vie privée
Edith Mathis a longtemps été l'épouse du chef d'orchestre allemand Bernhard Klee (de). En secondes noces, elle avait épousé le collectionneur d'art Heinz Slunecko.

## Prix
- Anneau Hans-Reinhart (1978)[6]
- Mozart-Medaille der Internationalen Stiftung Mozarteum Salzburg
- Kunstpreis der Stadt Luzern
- Buxtehude-Preis des Lübecker Senats
- Prix mondial du disque (Montreux)
- Bayerische Kammersängerin (1979)[7]

## Discographie sélective
- Bach : Cantate Jauchzet Gott in allen Landen BWV 51 - Karl Richter, Münchener Bach-Chor & Orchester, 1971 (Archiv)
- Bach : Passion selon saint Matthieu - Karl Richter, Münchener Bach-Chor & Orchester, 1979 (Archiv)
- Beethoven : Fidelio (Marzelline) - Karl Böhm, Staatskapelle de Dresde, 1968 (DGG)
- Berlioz : La Damnation de Faust (Marguerite) - Seiji Ozawa, Orchestre symphonique de Boston, 1973 (DGG)
- Brahms : Liebeslieder-Walzer - Brigitte Fassbaender, Peter Schreier, Dietrich Fischer-Dieskau, Karl Engel, Wolfgang Sawallisch, 1983 (DGG)
- Brahms : Deutsche Volkslieder - Peter Schreier (ténor), Karl Engel (piano), 1975 (DGG)
- Brahms : Ein deutsches Requiem - Daniel Barenboim, Orchestre philharmonique de Londres, 1973 (DGG)
- Dvořák : Stabat Mater - Rafael Kubelik, Orchestre symphonique de la Radiodiffusion bavaroise (DGG)
- Haydn : Il mondo della luna (Clarice) - Antal Dorati, Orchestre de chambre de Lausanne, 1978 (Philips)
- Haydn : L'Infedeltà delusa (Vespina) - Antal Dorati, Orchestre de chambre de Lausanne, 1980 (Philips)
- Haydn : Les Saisons - Neville Marriner, Academy of St Martin in the Fields, 1980 (Philips)
- Haydn : La Création - Neville Marriner, Academy of St Martin in the Fields, 1980 (Philips)
- Haydn : La Création - Herbert von Karajan, Orchestre philharmonique de Vienne, 1982 (DGG)
- Mahler : Symphonie nº 2 - Rafael Kubelik, Orchestre symphonique de la Radiodiffusion bavaroise, 1969 (DGG)
- Mahler : Symphonie nº 4 - Herbert von Karajan, Orchestre philharmonique de Berlin, 1979 (DGG)
- Mendelssohn : Le Songe d'une nuit d'été - Rafael Kubelik, Orchestre symphonique de la Radiodiffusion bavaroise, 1965 (DGG)
- Mozart : Lieder - Bernhard Klee (piano), 1973 (DGG)
- Mozart : Exsultate, jubilate - Bernhard Klee, Staatskapelle de Dresde, 1979 (DGG)
- Mozart : Requiem - Karl Böhm, Orchestre philharmonique de Vienne, 1971 (DGG)
- Mozart : Les Noces de Figaro (Susanna) - Karl Böhm, Orchestre de l'Opéra allemand de Berlin, 1968 (DGG)[5]
- Mozart : Don Giovanni (Zerlina) - Karl Böhm, Orchestre philharmonique de Vienne, 1977 (DGG)
- Mozart : Don Giovanni (Zerlina) - Rafael Kubelik, Orchestre symphonique de la Radiodiffusion bavaroise, 1985 (DGG)
- Mozart : Lucio Silla - Leopold Hager, Orchestre du Mozarteum de Salzbourg, 1977 (DGG)
- Mozart : Idomeneo (Ilia) - Karl Böhm, Staatskapelle de Dresde, 1977 (DGG)[5]
- Mozart : La clemenza di Tito (Servilia) - Karl Böhm, Staatskapelle de Dresde, 1979 (DGG)[5]
- Mozart : La Flûte enchantée (Pamina) - Herbert von Karajan, Orchestre philharmonique de Berlin, 1980 (DGG)[5]
- Schubert : Lieder - Graham Johnson (piano), 1992 (Hyperion)
- Schubert : Lieder - Karl Engel (piano), 1989 (Novalis)
- Schubert : Alfonso und Estrella - Otmar Suitner, Staatskapelle de Berlin, 1978 (Eterna/EMI)
- Schubert : Die Freunde von Salamanka - Theodor Guschlbauer, Orchestre symphonique de la Radiodiffusion autrichienne, 1981 (DGG)
- Schumann : Frauenliebe und Leben et autres lieder - Christoph Eschenbach (piano), 1981 (DGG)
- Schumann : Scènes de Faust - Bernhard Klee, Orchestre symphonique de Düsseldorf, 1981 (EMI)
- Strauss : Le Chevalier à la rose (Sophie) - Karl Böhm, Orchestre philharmonique de Vienne, 1969 (DGG)
- Weber : Der Freischütz (Ännchen) - Carlos Kleiber, Staatskapelle de Dresde, 1973 (DGG)[5]